# Mouvement de protestation des policiers français de fin 2016
Le mouvement de protestation des policiers de fin 2016 dit des « policiers en colère » fait suite à une attaque de policiers à Viry-Châtillon début octobre 2016 au cours laquelle deux voitures de police sont incendiées et deux policiers gravement brûlés. Les manifestations des policiers se font le plus souvent, au moins au début, hors du cadre syndical traditionnel. Les revendications des policiers portent sur des questions d'effectifs, d'équipement et sur les relations entre la justice et la police ainsi qu'une redéfinition de principe de légitime défense pour l'emploi d'armes à feu.

## Contexte général
Le mouvement débute et se poursuit après le troisième usage d'un cocktail Molotov contre les forces de l'ordre en seulement quelques mois. Le 15 septembre lors d'une manifestation contre la loi El Khomri, un policier est blessé par un de ces engins,. Le 18 mai, en marge d'une manifestation contre la loi El Khomri, une voiture de police est incendiée par des manifestants ; dans ce cas les policiers (ou les adjoints de sécurité) ont le temps de sortir de la voiture.
Début octobre, deux policiers sont gravement brûlés dans l'attaque de policiers à Viry-Châtillon.
Le 19 octobre des policiers sont pris à partie par des jeunes qui lancent des cocktails Molotov sans faire de blessés[réf. nécessaire]. Le 5 novembre 2016, à Dijon, des pompiers et des policiers qui interviennent pour éteindre un feu de voiture sont pris à partie par des individus qui leur lancent des cailloux et un cocktail Molotov.

## Historique

### Création de l'association«Le mouvement des policiers en colère»
Le mouvement de protestation se traduit également surtout au début par une méfiance envers les syndicats de policiers. Le 7 novembre 2016, une association nommée Mouvement des policiers en colère est créée par des policiers non syndiqués. Cette association refuse toute subvention gouvernementale.

### Manifestations
Le mouvement commence le 17 octobre 2016 avec une manifestation sur les Champs-Élysées. Le 24 octobre 2016, les syndicats qui cherchent à reprendre le contrôle du mouvement appellent à des rassemblements tous les mardis de 13 à 13h30 devant les palais de justice et le 4 novembre 2016, France info titre « plus d'un millier de policiers descendent de nouveau dans les rues ». Le 24 novembre, 200 policiers manifestent entre la Concorde et l'Arc de Triomphe[réf. souhaitée] et le vendredi 11 novembre 2016 à l'Arc de triomphe. Le Dauphiné du 04/12/2016 signale que le mouvement de protestation se poursuit. Il signale 350 manifestants à Lyon, 200 à Marseille, 150 à Bordeaux et quelques dizaines à Metz et Paris.

### Revendications
Plusieurs revendications semblent émerger :
- Une révision de la notion de légitime défense. Le 21 décembre 2016, le Conseil des ministres examine un projet de loi visant à aligner les modalités d'emploi des armes des policiers sur celui des gendarmes[13].
- Le problème des effectifs et des charges dites indues : gardes statistiques des palais de justice, des préfectures, des détenus dans les hôpitaux etc.[7].
- Des peines plus sévères pour les agresseurs de policiers[7].

### Négociations
Le 23 octobre les policiers sont reçus par le ministre de l'intérieur Bernard Cazeneuve. Le 26 octobre les syndicats de policiers sont reçus par le Président de la République, François Hollande.

## Oppositions
Durant la même périodes ont lieu des manifestations contre la violence policière.

## Suite judiciaire
En juillet 2018, 13 prévenus sont renvoyés devant une Cour d'assises (France).